# Bercial
Bercial – gmina w Hiszpanii, w prowincji Segowia, w Kastylii i León, o powierzchni 20,83 km². W 2011 roku gmina liczyła 121 mieszkańców.